# Saint-Julien-Beychevelle
Saint-Julien-Beychevelle es una comuna francesa situada en el departamento de la Gironda, en la región de Nueva Aquitania. 

## Demografía
| 1165 | 1216 | 1160 | 1006 | 873 | 798 | 616 |
| Para los censos de 1962 a 1999 la población legal corresponde a la población sin duplicidades (Fuente: INSEE [Consultar]) |      |      |      |     |     |     |